# Sebastião Fleury Curado
Sebastião Fleury Curado (Goiás, 22 de janeiro de 1864 — 4 de maio de 1944) foi um político brasileiro. Exerceu o mandato de deputado federal constituinte pelo Goiás em 1891.